# رود ووگولکا
رود ووگولکا (انگلیسی: Vogulka) یک رودخانه در استان سوردلوفسک کشور روسیه است.